# 5021 Krylania
5021 Krylania eller 1982 VK12 är en asteroid i huvudbältet som upptäcktes den 13 november 1982 av den rysk-sovjetiska astronomen Ljudmila Karatjkina vid Krims astrofysiska observatorium på Krim. Den är uppkallad efter matematikern Anna Kapitsa, hustru till nobelpristagaren Pjotr Kapitsa.
Asteroiden har en diameter på ungefär 17 kilometer och tillhör asteroidgruppen Themis.